# Крупенино (Псковская область)
Крупенино — деревня в Великолукском районе Псковской области России. Входит в состав сельского поселения «Лычёвская волость».
Расположена в 11 км к югу от центра города Великие Луки и в 1,5 км к западу от деревни Дубрава-2.

## Население
Численность населения по оценке на 2000 год составляла 12 жителей, на 2010 год — 15 жителей.